# Brexia
Brexia es un género de plantas de la familia Celastraceae.  Comprende 27 especies descritas y de estas, solo 4 aceptadas.

## Taxonomía
El género fue descrito por Noronha ex Thouars y publicado en Genera Nova Madagascariensia 20. 1806[1806].

## Especies aceptadas
A continuación se brinda un listado de las especies del género Brexia aceptadas hasta octubre de 2013, ordenadas alfabéticamente. Para cada una se indica el nombre binomial seguido del autor, abreviado según las convenciones y usos.
- Brexia alaticarpa G.E.Schatz & Lowry
- Brexia australis G.E.Schatz & Lowry
- Brexia madagascariensis (Lam.) Thouars ex Ker Gawl.
- Brexia marioniae G.E.Schatz & Lowry